# Ba Ag Moussa
Ba Ag Moussa ou Ibah Ag Moussa, dit Bamoussa Diarra ou Bamoussa est un militaire et chef djihadiste malien. Il est tué par les forces françaises le 10 novembre 2020 près de Tadamakat dans la région de Ménaka au Mali.

## Biographie
Bamoussa Diarra naît dans les années 1970. Il est le fils d'un Bambara et d'une Touareg. Il est originaire de Tin-Essako, dans la région de Kidal.
Après avoir bénéficié d'une formation militaire en Libye, il participe à la rébellion touarègue de 1990-1996, au terme de laquelle il est intégré dans les rangs de l'armée malienne,,. Il reprend cependant à nouveau les armes lors de la rébellion de 2006, puis réintègre encore l'armée après les accords d'Alger de 2006,. Il reçoit le grade de colonel et est désigné commandant des unités spéciales chargées de combattre l’insécurité dans la région de Kidal,,. 
En 2012, il déserte à nouveau,. Il aurait d'abord rallié le Mouvement national de libération de l'Azawad (MNLA),, mais, considéré comme proche d'Iyad Ag Ghali, il rejoint rapidement le groupe djihadiste Ansar Dine, puis le Groupe de soutien à l'islam et aux musulmans en 2017,. Il prend alors le surnom d'« Abou Charia ».
En 2012, il participe à la bataille de Ménaka, à la bataille d'Aguel'hoc,, à la bataille de Tessalit et à la bataille de Kidal.
Après l'intervention française, il rallie brièvement le HCUA, mais repasse rapidement du côté des djihadistes.  il est surtout actif tantôt dans la région de Nara à l'Ouest, tantôt dans la région de Kidal au Nord,. Il aurait mené des attaques à Nara, Diabaly et Niono.
Le 17 mars 2019, il mène l'attaque de Dioura selon l'armée malienne,, mais ces déclarations sont démenties par le Groupe de soutien à l'islam et aux musulmans.
En 2020, l'armée française présente Ba Ag Moussa comme le « chef militaire » du Groupe de soutien à l'islam et aux musulmans. Selon le journaliste Wassim Nasr, il n'est cependant pas le numéro 2 du groupe, mais joue plutôt un rôle important en tant qu'instructeur,. Il est soupçonné en juin d'avoir dirigé l'embuscade de Bouka Weré.

## Mort
Le 13 novembre 2020, la ministre française des Armées, Florence Parly, annonce que les forces armées françaises au Mali engagées dans l'opération Barkhane ont abattu Ba Ag Moussa, le 10 novembre en fin de journée dans la région de Ménaka,. Selon l'armée française, après une longue préparation et la mobilisation d'importants moyens de renseignements, l'attaque est menée contre un groupe de cinq hommes à l'intérieur d'un pick-up. Quatre hélicoptères, un drone et une quinzaine de commandos sont engagés dans l'opération, qui est menée à 7 kilomètres à l'est de Tadamakat, dans le Cercle de Tidermène, à environ 140 kilomètres au nord de Ménaka,,. Après des tirs de sommation, puis des tirs d'arrêt de la voiture, les djihadistes sortent du véhicule et sont abattus. Leurs corps sont enterrés sur place.